# (33220) 1998 FS109
1998 FS109 (asteroide 33220) é um asteroide da cintura principal. Possui uma excentricidade de 0.25573310 e uma inclinação de 6.26341º.
Este asteroide foi descoberto no dia 31 de março de 1998 por LINEAR em Socorro.